# Virginia Slims of New England 1990
Il Virginia Slims of New England 1990 è stato un torneo di tennis giocato sul sintetico indoor. È stata la 6ª edizione del torneo, che fa parte della categoria Tier II nell'ambito del WTA Tour 1990. Si è giocato a Worcester negli USA dal 5 all'11 novembre 1990.

## Campionesse

### Singolare
Steffi Graf ha battuto in finale  Gabriela Sabatini con il punteggio di 7–6, 6–3

### Doppio
Gigi Fernández /  Helena Suková hanno battuto in finale  Mary Joe Fernández /  Jana Novotná con il punteggio di 3–6, 6–3, 6–3